# Thryonomys swinderianus
Thryonomys swinderianus là một loài động vật có vú trong họ Thryonomyidae, bộ Gặm nhấm. Loài này được Temminck mô tả năm 1827.

## Hình ảnh

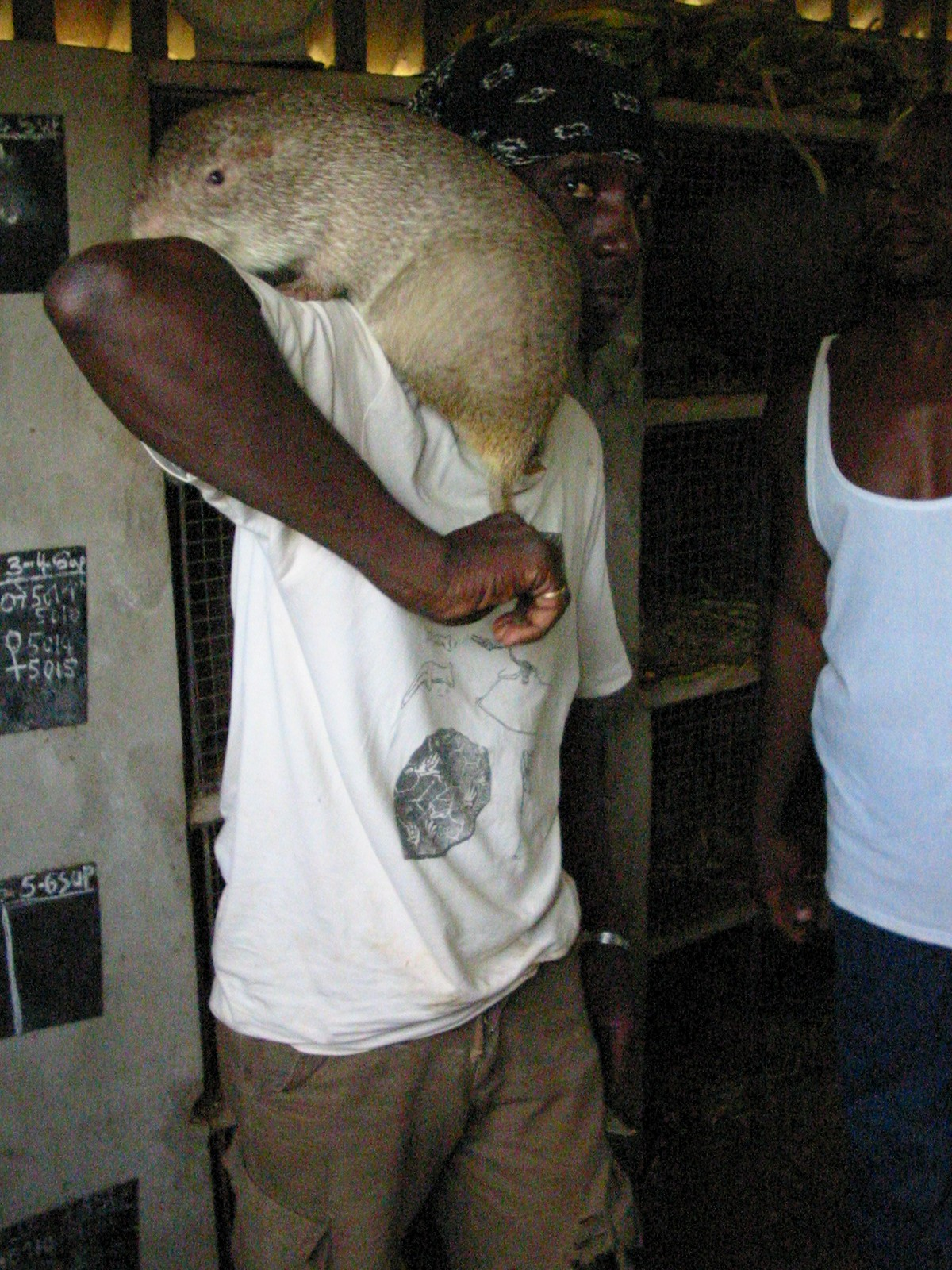
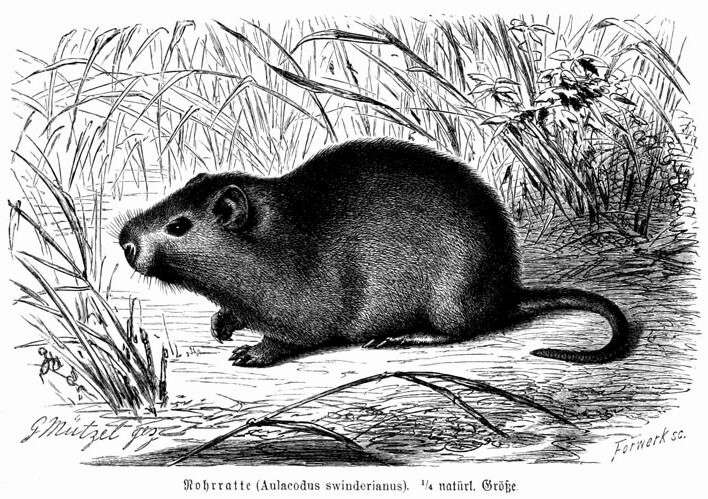
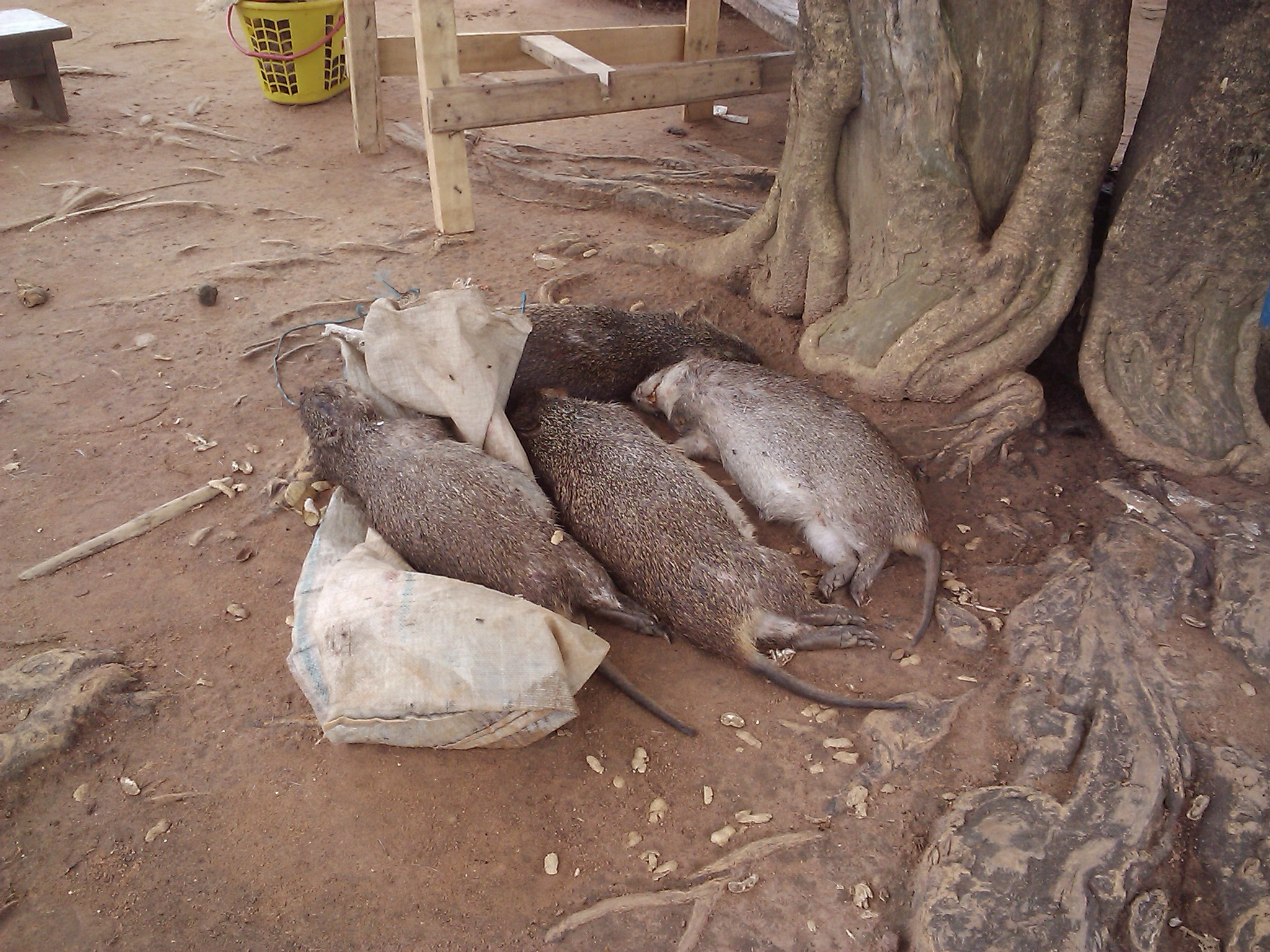
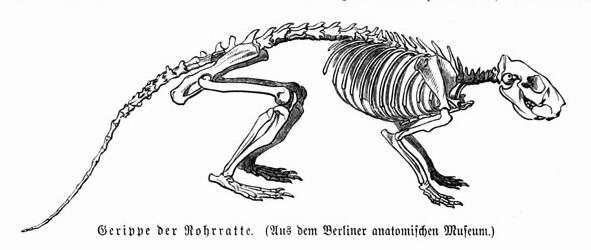